# Richard White (historiador)
Richard White (nacido el 28 de mayo de 1947) es un historiador estadounidense, expresidente de la Organización de Historiadores Americanos y autor de influyentes libros sobre el oeste americano, la historia de los nativos americanos, los ferrocarriles y la historia ambiental. Es el profesor de historia estadounidense Margaret Byrne en la Universidad de Stanford, habiendo enseñado previamente en la Universidad de Washington, la Universidad de Utah y la Universidad Estatal de Míchigan. 
Es miembro y exdirector del Proyecto de Historia Espacial en Stanford, que incorpora tecnologías y análisis digitales para iluminar patrones y anomalías con fines de investigación. Recibió su licenciatura de la Universidad de California, Santa Cruz, y su maestría y doctorado de la universidad de Washington.
Fue elegido miembro de la American Philosophical Society en 2016.

## Trabajos
- Land Use, Environment, and Social Change: The Shaping of Island County, Washington. University of Washington Press, 1979. ISBN 0-295-95691-7 (hardback); ISBN 0-295-97143-6 (1992 paperback).
- The Roots of Dependency: Subsistence, Environment, and Social Change Among the Choctaws, Pawnees, and Navajos. University of Nebraska Press, 1983. ISBN 0-8032-4722-2; ISBN 0-8032-9724-6 (1988 paperback).
- The Middle Ground: Indians, Empires, and Republics in the Great Lakes Region, 1650-1815. Cambridge University Press, 1991. ISBN 0-521-37104-X (hardback); ISBN 0-521-42460-7 (paperback).
- "It's Your Misfortune and None of my Own": A History of the American West. Norman: University of Oklahoma Press, 1991. ISBN 0-8061-2366-4.
- The Frontier in American Culture: An Exhibition at the Newberry Library, August 26, 1994-January 7, 1995, with Patricia Nelson Limerick, edited by James Grossman. University of California, 1994. ISBN 0-520-08843-3; ISBN 0-520-08844-1 (paperback).
- The Organic Machine: The Remaking of the Columbia River. New York: Hill and Wang, 1996. ISBN 0-8090-1583-8.
- Remembering Ahanagran: A History of Stories. New York: Hill and Wang, 1998. ISBN 0-8090-8072-9.
- "Corporations, Corruption, and the Modern Lobby: A Gilded Age Story of the West and the South in Washington, D.C.", Southern Spaces, 16 de abril de 2009. en línea
- Railroaded: The Transcontinentals and the Making of Modern America. New York: W. W. Norton & Company, 2011. ISBN 978-0-393-06126-0 (cloth).
- The Republic for Which It Stands: The United States during Reconstruction and the Gilded Age, 1865-1896 (Oxford History of the United States, 2017).

## Reconocimientos y honores
- Premio Francis Parkman al mejor libro sobre historia estadounidense (The Middle Ground), 1992
- Premio Albert J. Beveridge al mejor libro en inglés sobre historia de los Estados Unidos (The Middle Ground), 1992
- Premio Albert B. Corey al mejor libro sobre historia estadounidense-canadiense (The Middle Ground), 1992
- Premio James A. Rawley por libro sobre historia de las relaciones raciales en los Estados Unidos (The Middle Ground), 1992
- Finalista nominado al premio Pulitzer The Middle Ground, 1992, y Railroaded: The Transcontinentals and the Making of Modern America, 2011
- Premio Western Heritage por "It's Your Misfortune and None of My Own", 1992
- Beca de la Fundación MacArthur, 1995
- Premio del libro de Los Angeles Times (Historia), Railroaded: The Transcontinentals and the Making of Modern America, 2011